# Хрєнников Тихон Миколайович
Ти́хон Микола́йович Хрє́нников (28 травня (10 червня) 1913, м. Єлець, нині Липецької області Росії — 14 серпня 2007, Москва) — радянський і російський композитор, громадський діяч. У 1948–1957 — генеральний, від 1957 по 1991 рік — перший секретар правління Спілки композиторів СРСР. Член Центральної Ревізійної комісії КПРС у 1961—1976 роках. Кандидат у члени ЦК КПРС у 1976—1990 роках. Депутат Верховної ради Російської РФСР 5-го скликання. Депутат Верховної Ради СРСР 6—11-го скликань. Народний депутат СРСР (1989—1991).
Народний артист СРСР (1963). Герой Соціалістичної Праці (9.06.1973). Лауреат Сталінської премії (1942, 1946, 1952), Ленінської премії (1974) і Державної премії СРСР (1967).

## Життєвий і творчий шлях
Народився в родині прикажчика в місцевих купців Миколи Івановича Хрєнникова (1859—1933) та домогосподарки Варвари Василівни Хрєнникової (1872—1943). Був наймолодшою, десятою дитиною. Брати й сестри: Микола (1890—1942), Борис (1892—1942), Софія (1894—1944), Гліб (1896—1917), Лідія (1898—1957), Надія (1900—1992), Олексій (1903—1949), Митрофан (1905—1987), Ніна (1909—2000).
1929 року закінчив школу й вступив до технікуму Гнєсіних, де продовжив заняття з М. Ф. Гнєсіним, а так само з Є. Г. Гельманом, Г. І. Літинським, Я. Шебаліним і домігся значних успіхів у грі на фортепіано й композиції.
1932 року по закінченню технікуму Хрєнникова прийняли на другий курс Московської консерваторії у клас Віссаріона Шебаліна.

### Довоєнні роки
1933 року Хрєнникова запросили працювати в московський дитячий театр, яким керувала Наталія Сац. У цьому ж році відбувся перший публічний концерт композитора-початківця, а через рік була закінчена й успішно виконана в Великому залі Московської консерваторії його перша симфонія.
По закінченні консерваторії 1936 працював над музикою до спектаклів Театру ім. Вахтангова «Багато шуму з нічого», «Дон Кіхот», «День народження». 1939 року завершив оперу «У бурю» та написав музику до фільму «Свинарка й пастух».
У роки війни Хрєнников, як і багато композиторів, працює над піснями, серед яких найпопулярнішими стали «Усе за Батьківщину», «Прощання». 1941 Хрєнников завідує музичною частиною Театру Червоної Армії і пише музику до п'єси «Давним-давно» Олександра Гладкова.
1944 на екрани вийшов фільм «О шостій годині вечора після війни». Пісні Хрєнникова з цього фільму стали популярні відразу й надовго. Робота в кіно продовжилася після війни у фільмах «Поїзд іде на Схід», «Кавалер Золотої Зірки», «Донецькі шахтарі», «Вірні друзі» й ін.

### Повоєнні роки
У повоєнні роки Т. Хрєнников нарівні з творчою, активно займається організаторською діяльністю.
Член ВКП(б) з 1947 року.
В 1948 р. на Першому з'їзді радянських композиторів був обраний генеральним секретарем (з 1951 р. — перший секретар правління) Спілки композиторів СРСР. Цю посаду композитор обіймав до розпаду СРСР, що спричинив і розпад спілки радянських композиторів. На цій посаді Тихон Хрєнников прославився своєю доповіддю «Високе призначення радянської музики», з якою він виступив на VI з'їзді Спілки, піддавши гострій критиці російських композиторів-авангардистів, що увійшли в історію під назвою «Хрєнниковська сімка».
З 1950 р. був обраний депутатом Верховної Ради РСФСР, з 1962 р. — депутат Верховної Ради СРСР. У 1975—2002 роках очолював Оргкомітет міжнародного конкурсу ім. П. І. Чайковського, був членом журі багатьох виконавських конкурсів. Голова оргкомітету Міжнародного музичного фестивалю в СРСР (1981). Почесний член Італійської Тиберійської академії й Академії «Санта-Чечілія», кореспондент Німецької академії мистецтв (Німеччина).

## Творча спадщина
Т. Хрєнников є автором 8 опер, 5 балетів, музики до спектаклів і кінофільмів, 3 симфоній, інструментальних концертів, хорових циклів, пісень.
Опери:
1. «В бурю» (1939, 2-я редакція — 1952)
2. «Фрол Скобеев» (1950, 2-я редакція — 1967, під назвою «Безродный зять»)
3. «Мать» (1957)
4. «Мальчик-великан» (1964)
5. «Много шума из-за… сердец» (1972)
6. «Доротея» (1983)
7. «Золотой теленок» (1985)
8. «Голый король» (1988)

Балети
1. «Наш двор» (1969)
2. «Любовью за любовь» (1976)
3. «Гусарская баллада» (1979)
4. «Наполеон Бонапарт» (1995)
5. «Капитанская дочка» (1999)

Оперетти
1. «Сто чертей и одна девушка» (1963)
2. «Белая ночь» (1967)
3. «Чудеса, да и только» (2001)
4. «В шесть часов вечера после войны» (2003)

Для симфонічного оркестру
- 3 симфонії (1935, 1943, 1973)
- Симфонічні сюїти:
  1. З музики до спектаклю «Мик» (1934)
  2. З музики до спектаклю «Много шума из ничего» (1936)
  3. З музики до спектаклю «Дон Кихот» (1940)

Інструментальні концерти
1. 4 — для фортепіано з оркестром (1933, 1971, 1983, 1991)
2. 2 — для скрипки з оркестром (1959, 1975)
3. три п'єси для скрипки з оркестром
4. 2 — для віолончелі з оркестром (1964, 1986)

Інше
1. П'єси для фортепіано
2. Романси і пісні
3. Хорові цикли

Музика до спектаклів
1. «Мик» (1933)
2. «Много шума из ничего» (1936)
3. «Без вины виноватые» (1937)
4. «Дон Кихот» (1941)
5. «Давным-давно» (1942)

та інші
Музика до кінофільмів
1. «Свинарка и пастух» (1941; Сталінська премія, 1942)
2. «В шесть часов вечера после войны» (1944; Сталінська премія, 1946)
3. «Поезд идет на Восток» (1947)
4. «Донецкие шахтеры» (1951; Сталінська премія, 1952)
5. «Верные друзья» (1954)
6. «Капитанская дочка» (1958)
7. «Гусарская баллада» (1962)

та інші

## Нагороди і звання
- Герой Соціалістичної Праці (9.06.1973)
- чотири ордени Леніна (8.06.1963, 2.07.1971, 9.06.1973, 9.06.1983)
- два ордени Трудового Червоного Прапора (14.10.1966, 9.06.1988)
- орден Пошани ІІІ ст. (Російська Федерація) (8.06.1998)
- медалі
- Ленінська премія (1974)
- Сталінська премія ІІ ст. (1942, 1946, 1952)
- Державна премія СРСР (1967)
- Державна премія РРФСР імені М. І. Глінки (1979)
- Премія Президента Російської Федерації (2003)
- Премія Міжнародної музичної ради ЮНЕСКО (1977)
- Заслужений артист РРФСР (1950)
- Народний артист РРФСР (1954)
- Народний артист СРСР (1963)
- Почесний громадянин міста Єльця (1971) і Липецької області (2004), а також болгарських міст Русе (1965) і Бургас (1972).